# Suzanne Legault
Suzanne Legault est la Commissaire à l'information du Canada de juin 2010 à février 2018. Avant sa nomination, Legault est l'assistante du Commissaire à l'information de 2007 à 2009 et occupe le poste de commissaire intérimaire de juin 2009 à juin 2010.

## Éducation
En 1988, Legault obtient un baccalauréat en droit civil et commun de la Faculté de droit de l'Université McGill. Elle fréquente également la Osgoode Hall Law School pour obtenir un certificat supplémentaire en arbitrage.

## Carrière
Legault commence sa carrière comme avocate de la défense dans les années 1990 et est brièvement procureure de la Couronne. En 1996, elle poursuit sa carrière juridique au Bureau de la concurrence puis devient conseillère juridique (en) pour le Ministère de la Justice.
De 2007 à 2009, Legault est l'assistante du Commissaire à l'information du Canada. En juin 2009, Legault est nommée commissaire intérimaire après le départ à la retraite de Robert Marleau (en). Presque un an après être nommée commissaire intérimaire, Legault est nommée Commissaire à l'information du Canada en juin 2010.
Vers la fin de son mandat de sept ans, Legault déclare qu'elle ne cherche pas à être réélue commissaire à l'information lorsque son poste expire en juin 2017. Cependant, le mandat de Legault est prolongé deux fois jusqu'en février 2018 lorsque le gouvernement fédéral canadien ne trouve pas de successeur immédiat. Legault reste commissaire à l'information jusqu'à la fin février 2018 après l'annonce de sa remplaçante Caroline Maynard.

## Prix et distinctions
Legault reçoit le prix Spencer Moore Award en 2016 décerné par le Comité canadien pour la liberté de la presse (en).